# Bruno von Würzburg

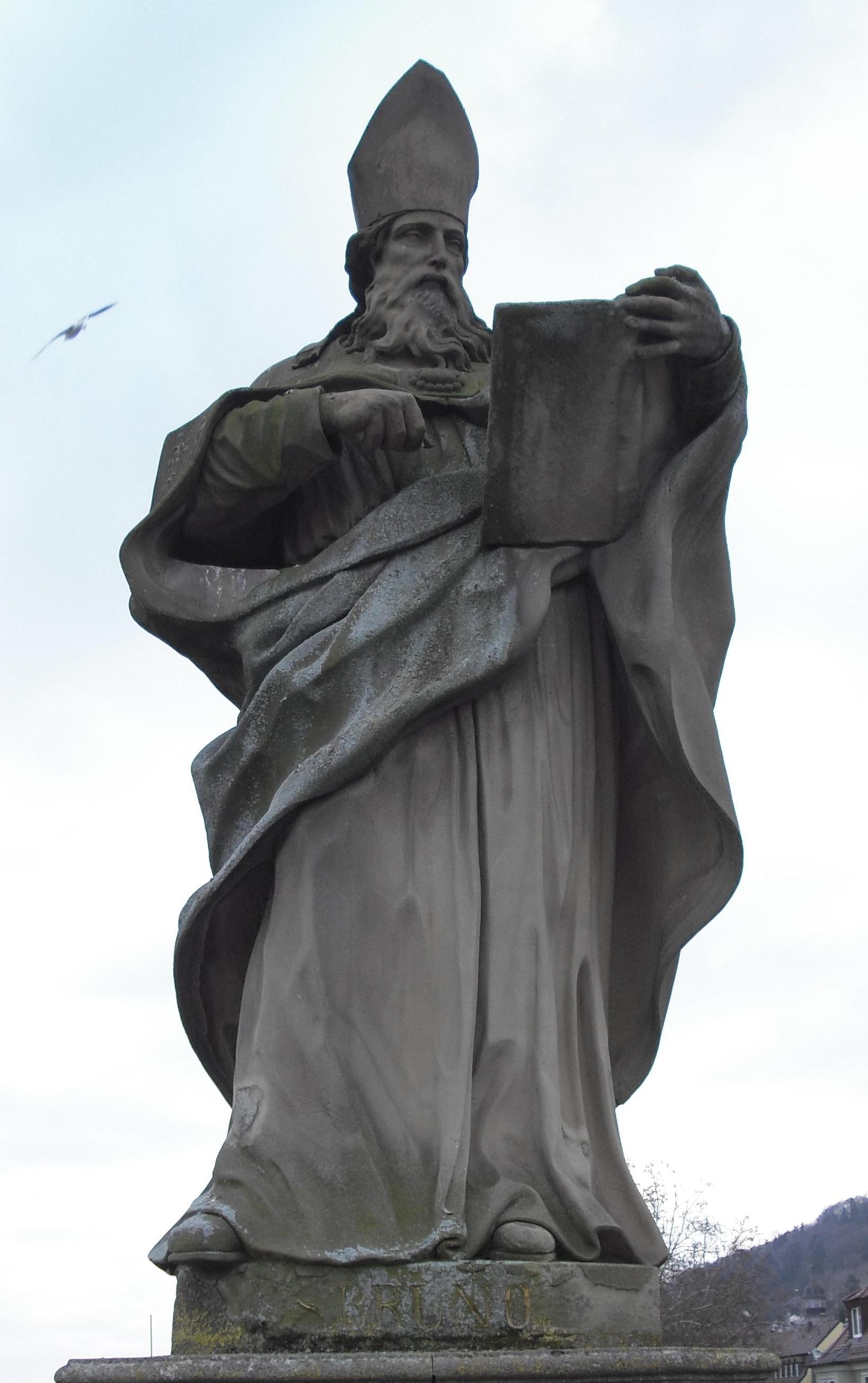
Statue des heiligen Bruno auf der Alten Mainbrücke, Würzburg.

Bruno von Würzburg (* um 1005; † 27. Mai 1045 Persenbeug), auch als Bruno von Kärnten bezeichnet, aus dem Geschlecht der Salier, war von 1027 bis 1034 Kanzler für Italien und ab dem 14. April 1034 Bischof von Würzburg.

## Herkunft und Reichspolitik
Bruno war der Sohn des Herzogs Konrad I. von Kärnten und der Mathilde von Schwaben und damit der Vetter des Salierkaisers Konrad II.
Für Heinrich III. warb er um Agnes von Poitou, begleitete diesen auch auf seinem Ungarnfeldzug und kam dabei in Persenbeug an der Donau im heutigen Niederösterreich bei einem Unfall ums Leben.

## Unfalltod des Bruno

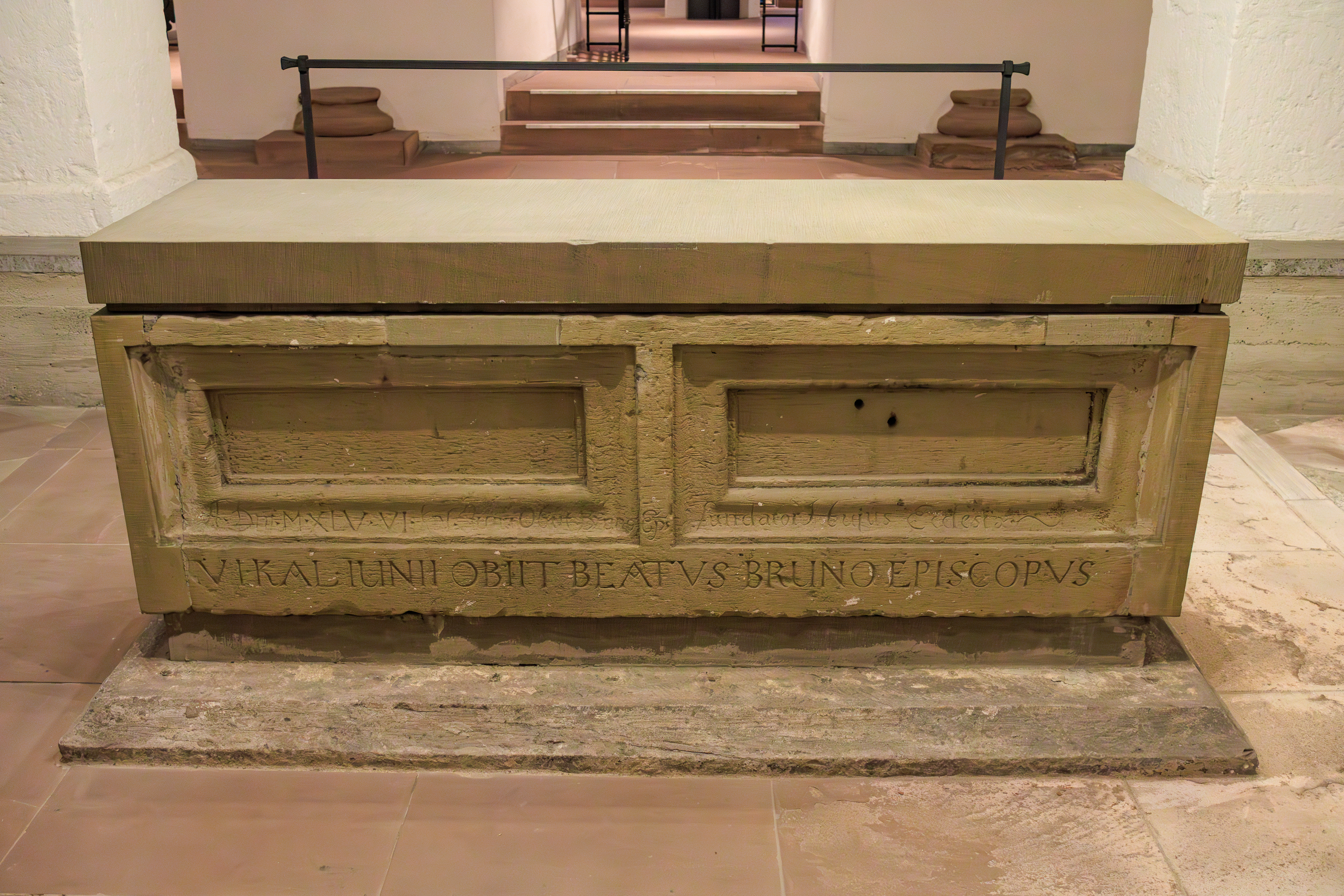
Grab des heiligen Bruno in der Krypta des Würzburger Doms

Die Reisegesellschaft von Heinrich III. hatte Halt gemacht bei der Gräfin Richlinde von Ebersberg, die vor der Aufgabe stand, das Erbe ihres gerade verstorbenen Mannes Adalbero II. von Ebersberg zu verteilen. Bei einem Festmahl der Gastgeberin brach eine tragende Säule unterhalb des Festsaales und löste den Einsturz des kompletten Bodens aus, so dass die Anwesenden in die darunter befindliche Badstube stürzten. Dabei wurde der König leicht verletzt, die Gastgeberin, Bruno und der Abt Altmann des Klosters Ebersberg aber so schwer, dass sie die nächsten Tage nicht überlebten. Die Annalen von Niederaltaich liefern dabei noch eine legendäre Vorgeschichte: Beim Donaustrudel bei Grein soll der Teufel dem Bischof bereits erschienen sein und ihn bedroht haben, aber der Bischof konnte ihn noch bannen. Der Leichnam des Bischofs wurde in seine Residenz überführt.
In jener Zeit entstanden viele Dombauten, man sprach sogar von einer Bau-Euphorie. Unter Bruno begann ab 1040 der Neubau des Würzburger Domes St. Kilian. Die Einweihung der Krypta am 16. Juni 1045 wurde mit der Bestattung Brunos zusammengelegt. In der katholischen Kirche wird seiner am 27. Mai gedacht.

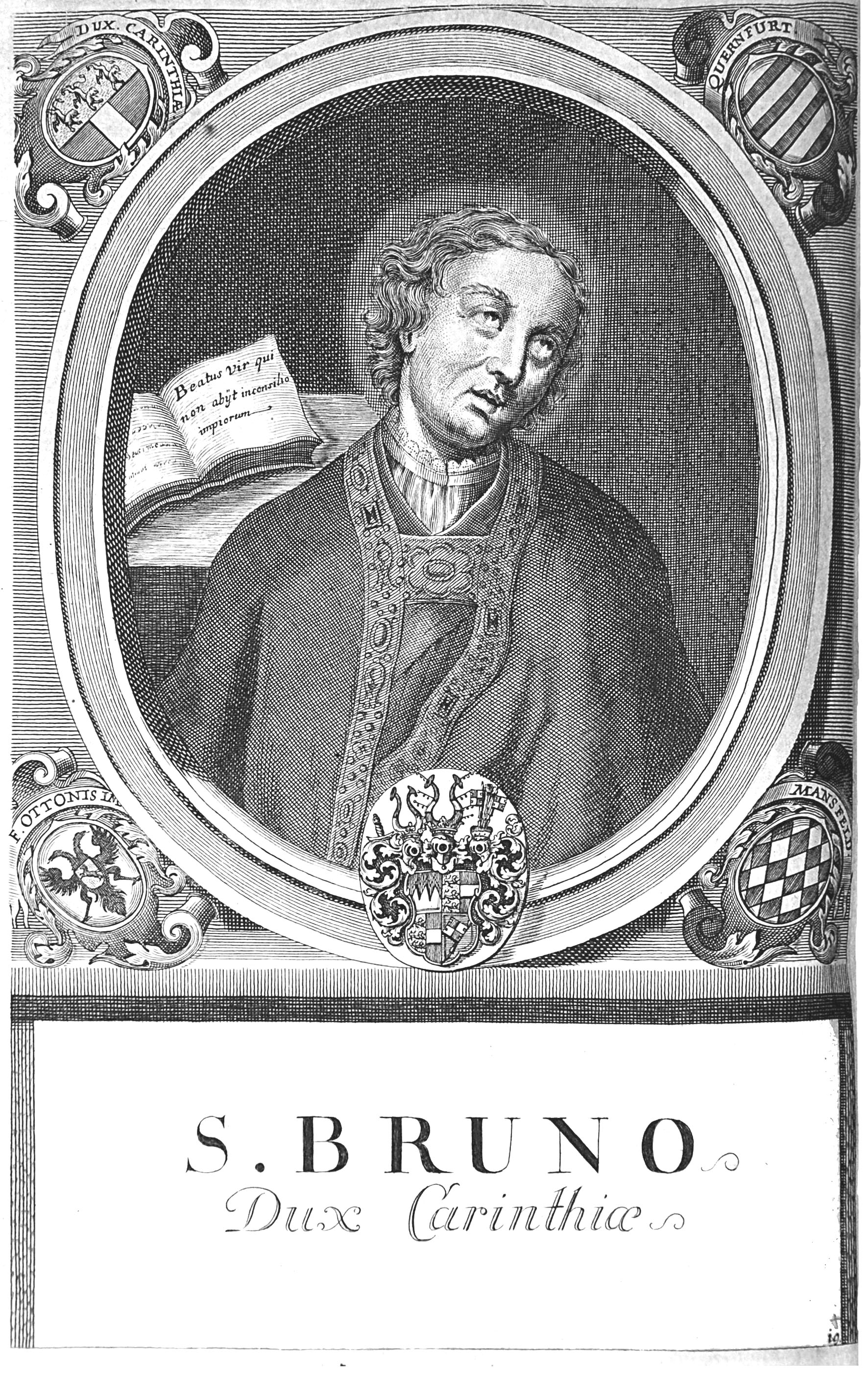
Kupferstich des Würzburger Hof- und Universitätskupferstechers Johann Salver (1670–1738) aus der Serie mit Würzburger Fürstbischöfen
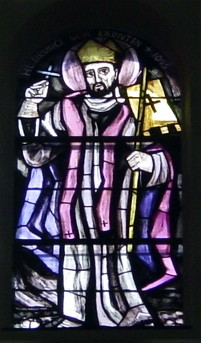
Kirchenfenster in der Pfarrkirche Liesing gestaltet von Martin Häusle